# Szabolcs (comitat)
Pour les articles homonymes, voir Szabolcs.
Szabolcs est un ancien comitat de Hongrie.